# Vauvre
Die Vauvre ist ein Fluss in Frankreich, der in der Regionen Nouvelle-Aquitaine und Centre-Val de Loire verläuft. Sie entspringt in einem kleinen Seengebiet nordöstlich von La Graule, im Gemeindegebiet von La Forêt-du-Temple, entwässert generell in nördlicher Richtung und mündet nach rund 39 Kilometern im Gemeindegebiet von Mers-sur-Indre als linker Nebenfluss in die Indre.
Die Vauvre hat ihre Quelle zwar im Département Creuse, wechselt aber bereits nach etwa einem Kilometer ins Département Indre, das sie auf dem Rest ihres Weges durchquert.

## Orte am Fluss
(Reihenfolge in Fließrichtung)
- Le Bouchard, Gemeinde Aigurande
- La Chaise, Gemeinde Crozon-sur-Vauvre
- Crozon-sur-Vauvre
- Le Moulin Neuf, Gemeinde Saint-Denis-de-Jouhet
- Fletz, Gemeinde Chassignolles
- Sarzay
- Chassignères, Gemeinde Montipouret
- Mers-sur-Indre

## Sehenswürdigkeiten
- Moulin d’Angibault, historische Mühle aus dem 18. Jahrhundert und Mühlenmuseum am Fluss, im Gemeindegebiet von Montiporet[4]